# Germaine Acogny
Germaine Acogny, née à Porto-Novo le 28 mai 1944, est une danseuse et une chorégraphe franco-sénégalaise, figure historique de la danse depuis la fondation de son premier studio de danse africaine en 1968, à Dakar.
Elle est classée parmi les « 50 personnalités africaines les plus influentes dans le monde » en 2014 selon le magazine Jeune Afrique.

## Biographie
Germaine Acogny, née le 28 mai 1944 à Porto-Novo, est la fille de Togoun Servais Acogny, fonctionnaire colonial et auteur des Récits d'Aloopho, auquel elle rend hommage dans son spectacle À un endroit au début, et d'une institutrice. La famille s'installe au Sénégal en 1948.
Elle poursuit une formation de professeur d'éducation physique et sportive à Dakar, et découvre la danse classique à l'École Simon-Siégel de Paris en 1962.
Son premier solo est nourri d’un poème trouvé dans la rue ; il faut l’autorisation de l’auteur : il s’appelle Léopold Sédar Senghor. C’est le poète-président qui lui présentera Maurice Béjart.
En 1968, elle crée à Dakar un studio de danse.
Entre 1977 et 1982, Germaine Acogny est la directrice artistique de l'école Mudra Afrique, créé par Maurice Béjart et Léopold Sédar Senghor à Dakar. En 1980, elle publie son livre La Danse africaine, édité en trois langues,. Après la fermeture de Mudra Afrique, elle enseigne à L'Isle-Jourdain, à 35 km de Toulouse, puis elle s'installe à Bruxelles avec la compagnie de Maurice Béjart et organise des stages internationaux de danse africaine qui remportent un franc succès auprès du public européen. En 1985, elle fonde avec son mari Helmut Vogt le « studio-école ballet-théâtre du 3e monde » à Toulouse.
En 1995, Germaine Acogny décide de retourner au Sénégal et, en 1998, crée l’association Jant-Bi / l'École des Sables. En 1997, elle est nommée directrice artistique de la section danse d'Afrique en Création à Paris et des Rencontres chorégraphiques de danse africaine contemporaine, fonction qu'elle assume jusqu'en septembre 2000.
En 2004, elle inaugure au Sénégal un centre international de danses traditionnelles et contemporaines d'Afrique nommé « École des sables », et situé à Toubab Dialo. Ce centre rencontre à la fin des années 2010 des difficultés de financement, lorsqu'un de ses soutiens financiers, la fondation néerlandaise Doen, n'est plus en mesure de maintenir son aide.
En 2014, le chorégraphe Olivier Dubois crée un solo pour Germaine Acogny, Mon élue noire – Sacre no.2 sur la musique originale du Sacre du printemps.
En 2019, elle interprète un rôle dans le film Yao avec Omar Sy en acteur principal.
Le 17 février 2021, Germaine Acogny reçoit un Lion d'or de la danse à la Biennale de Venise.
En 2023, elle est lauréate du Grand prix de l’Académie des beaux-arts en chorégraphie.
En 2025, la cinéaste allemande Greta-Marie Becker consacre à Germaine Acogny un documentaire de 88 min : Germaine Acogny, l’essence de la danse, qui retrace son parcours et explique la "technique Acogny", synthèse des danses traditionnelles ouest-africaines et des danses occidentales contemporaines, dans le cadre d’une pédagogie ancrée dans une spiritualité active. Chaque danseur est appelé à développer sa singularité en harmonie et synergie avec les autres et la nature.

## Principales chorégraphies
- 1987 : Sahel, solo qu'elle crée et interprète[6]
- 1994 : Yewa, Eau sublime[8]
- 2004 : Fagaala, spectacle chorégraphié avec Kota Yamasaki, consacré au génocide du Rwanda[6]
- 2007 : Les Écailles de la mémoire avec Jawole Willa Jo Zollar
- 2007 : Waxtaan, regard critique sur le pouvoir[6]
- 2016 : À un endroit au début[15] mis en scène avec Mikaël Serre[16]
- 2022 : Common Ground(s) suivi du Sacre du Printemps de Pina Bausch d'après l'œuvre d'Igor Stravinsky. (spectacle imaginé en deux parties )[17]
- 2023 : Dialaw Project, mis en scène avec Mikaël Serre[18]

## Publication
- Danse africaine, Weingarten, 1980[19]

## Distinctions

### Décorations
- Chevalier de l'ordre du Mérite
- Officier de l'ordre des Arts et des Lettres
- Chevalier de l'ordre national du Lion du Sénégal

### Récompenses
- Bessie Award (Contemporary Dance and Performance Award) pour Fagaala, à New York en 2007
- Lion d'or de la danse à la Biennale de Venise, 2021
- Grand prix de l’Académie des beaux-arts en chorégraphie, 2023